# Kingfisher Mouldings
Kingfisher Mouldings war ein britischer Hersteller von Automobilen.

## Unternehmensgeschichte
Dave Forsyth gründete 1982 das Unternehmen in Wigan in der Grafschaft Greater Manchester. Er begann mit der Produktion von Automobilen und Kits. Der Markenname lautete Kingfisher Mouldings. 1986 endete die Produktion. Insgesamt entstanden etwa 73 Exemplare.

## Fahrzeuge
Das erste und bestverkaufte Modell war der Countess, entworfen von Paul Lawrenson. Er ähnelte dem Lamborghini Countach. Anfangs kamen das Fahrgestell und der im Heck montierte Vierzylinder-Boxermotor vom VW Käfer. Ab 1983 war optional ein Spaceframe-Rohrrahmen erhältlich, der für den Vierzylindermotor vom Austin Maxi geeignet war. Von diesem Modell entstanden bis 1986 etwa 70 Exemplare.
Der Shadow ähnelte dem Jaguar E-Type als Kombicoupé. Ein Spaceframe bildete die Basis. Vierzylindermotoren vom Ford Cortina und V8-Motoren von Rover trieben die Fahrzeuge an. Der Preis für einen Bausatz begann bei 1275 Pfund. Zwischen 1984 und 1986 entstanden etwa zwei Exemplare. In Zusammenhang mit diesem Modell fällt auch der Name Countess Cars.
Der Vulcan war die Nachbildung eines Bugatti Type 57. Er basierte auf dem Morris Marina. Obwohl von 1984 bis 1986 im Angebot, blieb er ein Einzelstück.